# Марк Валерий Мессала Руф
Марк Вале́рий Месса́ла Руф (лат. Marcus Valerius Messalla Rufus; предположительно 103 — 27/26 гг. до н. э.) — древнеримский военачальник, политический деятель и писатель из патрицианского рода Валериев, консул 53 года до н. э. Был сторонником Гая Юлия Цезаря. Его литературные произведения полностью утрачены.

## Происхождение
Марк Валерий принадлежал к одному из самых знатных патрицианских родов Рима. Легендарный прародитель Валериев был сабинянином и переселился в Рим вместе с соправителем Ромула Титом Тацием. Его потомок Публий Валерий Публикола стал одним из основателей Римской республики и консулом в первый год её существования, и в дальнейшем Валерии регулярно появлялись в Капитолийских фастах.
Отец и дед Марка Валерия носили тот же преномен, Марк. Больше о них ничего не известно. В источниках упоминается некий Валерий Мессала, легат во время Союзнической войны, и это мог быть отец Мессалы Руфа либо отец его предполагаемого троюродного брата, Марка Валерия Мессалы Нигра. Прадедом обоих кузенов был Марк Валерий Мессала, консул 161 года до н. э. Прозвище Руф (Rufus, «рыжий») будущему консулу 53 года до н. э. дали, чтобы отличать его от родственника, «Чёрного» (Niger).
Матерью Мессалы Руфа была Гортензия, дочь Луция Гортензия и сестра выдающегося оратора Квинта Гортензия Гортала. Известно, что у Марка были братья и сёстры; в частности, его сестра Валерия стала пятой и последней женой диктатора Луция Корнелия Суллы незадолго до его смерти.

## Биография

### Ранние годы и начало карьеры
Учитывая хронологию карьеры Марка Валерия и требования Корнелиева закона, немецкий антиковед Фридрих Мюнцер датирует его рождение самое позднее 103 годом до н. э. Ещё в молодости Мессала Руф стал авгуром; это могло произойти в 82/81 году до н. э., когда только что пришедший к власти Сулла массово пополнял поредевшие за время гражданской войны жреческие коллегии.
Первое упоминание о Мессале Руфе может относиться к 80 году до н. э. Некто Секст Росций из Америи был обвинён в отцеубийстве, и тогда молодой аристократ по имени Марк Мессала поддержал обвиняемого. Он «сам выступил бы в защиту Секста Росция, будь он старше и решительнее»; но из-за своей застенчивости и отсутствия опыта этот нобиль передал защиту в руки Марка Туллия Цицерона, который добился оправдательного приговора. Речь здесь могла идти как о Мессале Руфе, так и о Мессале Нигре. Вильгельм Друман уверен, что имеется в виду Мессала Нигер, но Фридрих Мюнцер полагает, что вариант с Мессалой Руфом не менее вероятен.
Предположительно в 61 году до н. э. Марк Валерий занимал должность претора.

### Консулат
В 54 году до н. э. Марк Валерий выдвинул свою кандидатуру в консулы. Другими соискателями стали ещё один патриций Марк Эмилий Скавр, плебеи Гай Меммий и Гней Домиций Кальвин. Скавр имел хорошие шансы на победу благодаря популярности его отца в сельских трибах, но его привлекли к суду по обвинению в злоупотреблениях в провинции и лишили таким образом надежд на избрание. Меммия поддерживал Гай Юлий Цезарь, Кальвина — Гней Помпей Великий. Кандидаты-плебеи, имевшие равные шансы на победу, объединились против Мессалы Руфа, а тот в этой ситуации был, по словам Цицерона, «слаб» из-за противодействия Помпея.
Меммий и Кальвин потратили огромные средства на подкуп избирателей и заручились поддержкой действующих консулов, Аппия Клавдия Пульхра и Луция Домиция Агенобарба. В конце концов всех четырёх претендентов на консулат привлекли к суду за скупку голосов. Никто не был осуждён, но выборы так и не состоялись до конца года — во многом из-за Помпея, рассчитывавшего получить единоличную власть. В результате в 53 году до н. э. было объявлено междуцарствие, продолжавшееся до середины лета, причём интеррексом стал кузен Марка Валерия, Мессала Нигер. Только в секстилии, наконец, были избраны консулы на остаток года; это были Марк Валерий Мессала Руф и Гней Домиций Кальвин. Во время этого недолгого консулата политический кризис продолжал углубляться: кандидаты в консулы следующего года, Тит Анний Милон, Квинт Цецилий Метелл Пий Сципион Назика и Публий Плавтий Гипсей, а также претендовавший на претуру Публий Клодий Пульхр боролись за власть, используя все способы, включая незаконные. Дело дошло до открытых уличных столкновений между их приверженцами, причём в одной из таких стычек коллега Мессалы Руфа даже был ранен камнем. В конце концов консулы оставили должность, когда преемники ещё не были избраны.
Во время консулата Марка Валерия обсуждался законопроект о том, что магистраты должны получать провинцию в управление не сразу после ухода с должности, а только спустя пять лет. Предположительно эта инициатива стала законом уже в следующем году.
Позже, в 51 году до н. э., Марк Валерий был привлечён к суду по обвинению в нарушениях выборного законодательства. Его защищал дядя, Квинт Гортензий Гортал, и присяжные вынесли оправдательный приговор, но общественное мнение было уверено, что Мессала Руф виновен. В итоге Гортал был освистан публикой в театре Куриона, а Марк Валерий снова стал подсудимым, и на этот раз его приговорили к крупному денежному штрафу.

### Поздние годы
Во время гражданской войны между Помпеем и Цезарем Мессала Руф примкнул к последнему. Начиная с 48 года до н. э. он был легатом в армии Гая Юлия. Известно, что в 47 году до н. э. Марка Валерия осаждал в Мессане взбунтовавшийся V легион; после этого и Марку, и его коллеге Публию Корнелию Сулле пришлось бежать. Позже Мессала принял участие в африканском походе Цезаря, и после битвы при Тапсе (апрель 46 года до н. э.) ему было поручено занять Утику. Возможно, он участвовал и в испанской кампании 45 года до н. э.
После убийства Цезаря Марк Валерий отошёл от политики. До самой смерти он занимался только делами авгурской коллегии и литературой. Источники сообщают, что Мессала был авгуром 55 лет, и на основании этих данных антиковеды датируют его смерть 27/26 годом до н. э.; он прожил как минимум 76 лет.

## Интеллектуальные занятия
В источниках упоминаются труды Марка Валерия «Об ауспициях» и «О семьях», ставшие источниками для Плиния Старшего и Авла Геллия. Фест пишет, что Мессала Руф издал ещё и комментарий к «Законам двенадцати таблиц», но Ф. Мюнцер ставит это сообщение под сомнение.

## Семья
У Марка Валерия был сын того же имени. По мнению Ф. Мюнцера, этот нобиль умер молодым, после чего Мессала Руф усыновил одного из Клавдиев, получившего имя Марк Валерий Мессала Барбат Аппиан. Р. Сайм считает, что родными сыновьями Мессалы Руфа были Потит Валерий Мессала и Марк Валерий Мессала, консулы-суффекты 29 и 32 годов до н. э. соответственно, и что Мессала Барбат был усыновлён последним.
Внучкой Мессалы Барбата Аппиана была Валерия Мессалина, жена императора Клавдия.